# Une si longue nuit (série télévisée)
Pour les articles homonymes, voir Une si longue nuit.
Production
Diffusion
Une si longue nuit est une série télévisée franco-belge en 6 épisodes d'environ 52 minutes, adaptation de la série britannique Criminal Justice réalisée par Jérémy Minui d'après un scénario de Nicolas Clément et Clothilde Jamin, et diffusée en Belgique sur La Une à partir du 2 janvier 2022 et en France sur TF1 à partir du 20 janvier 2022.
Cette adaptation de la série britannique diffusée en 2008-2009 sur BBC One est une coproduction de Beaubourg Stories, BBC Studios France, Beaubourg Audiovisuel, TF1, Be-Films et la RTBF (télévision belge),,,, avec le soutien de la région Provence-Alpes-Côte d'Azur.

## Synopsis
Sami, un jeune étudiant marseillais, est invité à une soirée. L'ami qui devait l'amener à la soirée lui ayant fait faux bond, il emprunte le taxi de son père. Hélé plusieurs fois en rue par des clients potentiels, il ne s'arrête pas mais, à un feu rouge, une jeune fille embarque dans le taxi. Celle-ci, Gloria, lui demande de voir la mer. Elle l'emmène ensuite chez elle, consomme de la drogue avec lui et l'emmène dans sa chambre. Mais lorsque Sami se réveille, Gloria est morte, poignardée dans son lit : Sami est arrêté, mis en examen et placé en détention provisoire au centre pénitentiaire Aix-Marseille, où il doit naviguer entre violence, protections douteuses et trafic de drogue,,,.
Sami confie sa défense à Isabelle Courville, une avocate fantasque spécialiste des petits délits qui semble avoir un différend avec le commandant Berroyer, chargé de l'enquête, et qui est secondée par Leïla Koffi, une avocate débutante qui n'est pas insensible au charme du jeune homme.

## Distribution

### Famille Kacem
- Sayyid El Alami : Sami Kacem
- Zinedine Soualem : Radouane Kacem, le père de Sami
- Samira Lachhab : Yasmine Kacem, la mère de Sami
- Fehdi Bendjima : Djamil Kacem, le frère de Sami
- Lilou Siauvaud : Manel Kacem, la sœur de Sami
- Nader Soufi : Karim Kacem, frère de Redouane et oncle de Sami

### Famille Jourdain-Fabre
- Liv Del Estal : Gloria Fabre, la victime
- Lannick Gautry : Xavier Jourdain, le beau-père de Gloria
- Gwendoline Hamon : Céline Jourdain, la mère de Gloria
- Eva Boursaud : Jennifer Jourdain

### Police
- Jean-Pierre Darroussin : commandant Jean-François Berroyer, de la brigade criminelle
- Flore Bonaventura : capitaine Parakian
- Marie Daguerre : agent Fournet
- Jérôme Care Aulanier : OPJ de permanence

### Justice
- Florence Demay : juge Bernier
- Alain Bouzigues : président Belfond
- Mathilde Seigner : avocate Isabelle Courville
- Avy Marciano : avocat Garcia Lopez
- Assa Sylla : avocate Leïla Koffi
- Laurent Fernandez : l'avocat général

### Prison
- Antoine Duléry : Vlad
- Kaaris : Anis
- Fabien Baïardi : surveillant
- Thibault Villette : Francky
- Alexandre Charlet : Ange

Acteurs de la série
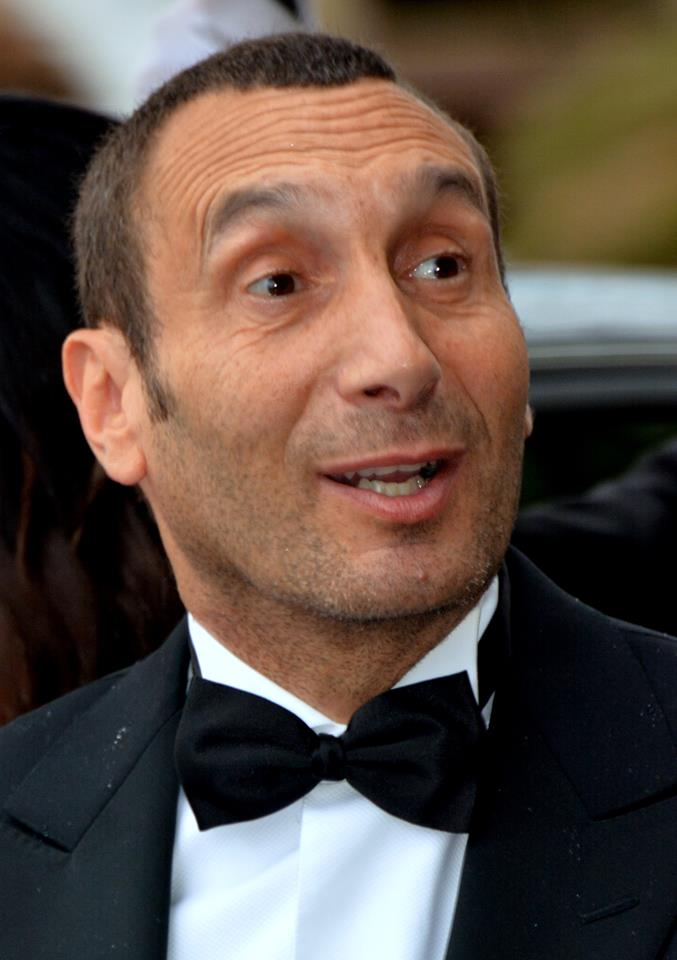
Zinedine Soualem.
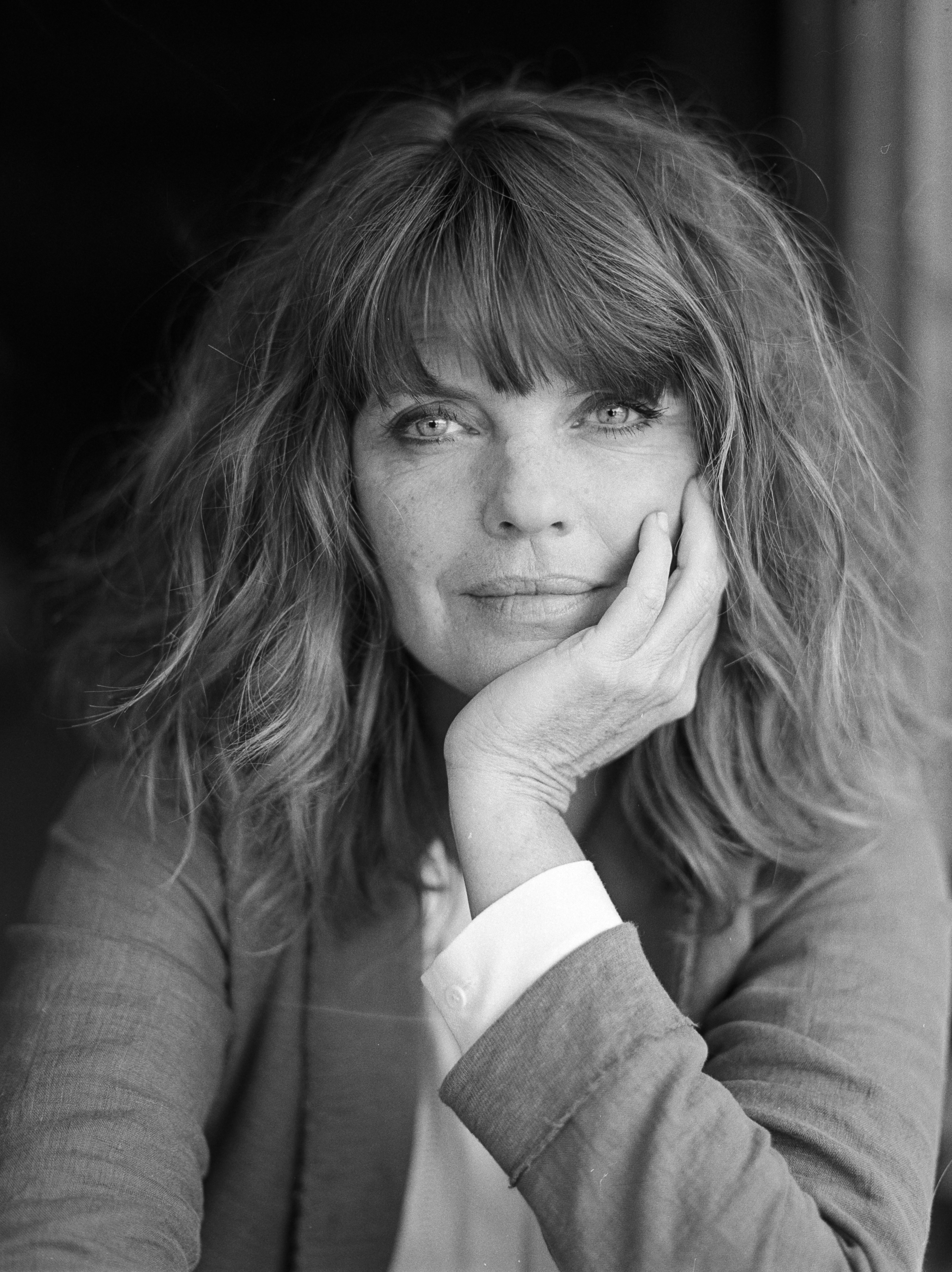
Gwendoline Hamon.
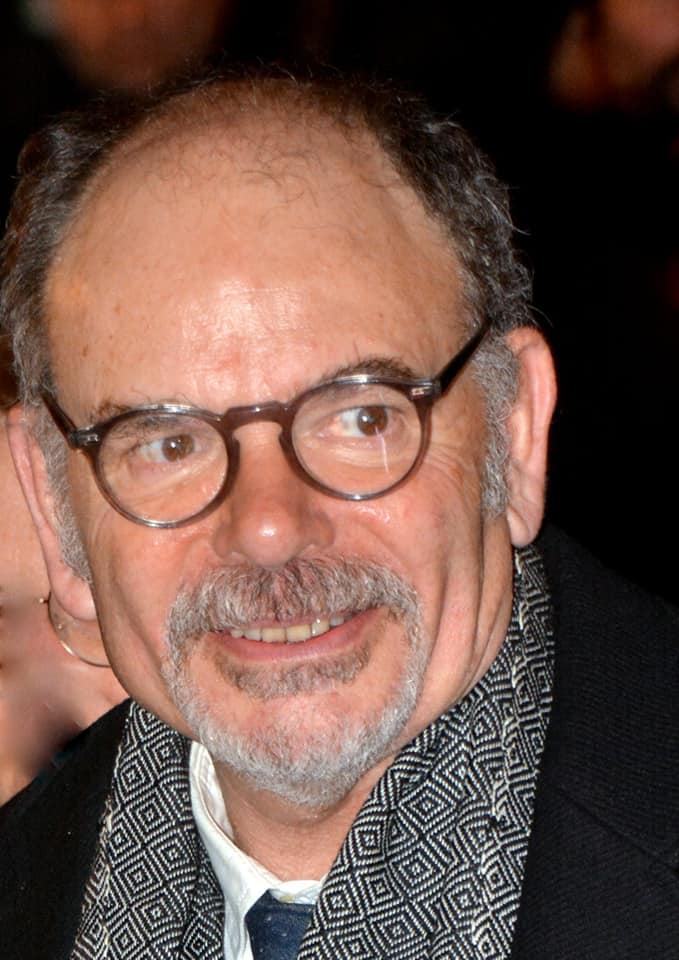
Jean-Pierre Darroussin.
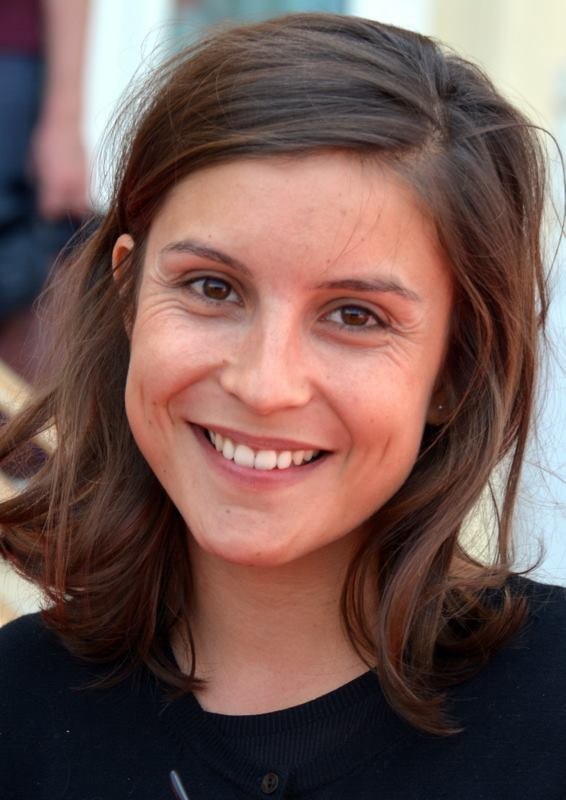
Flore Bonaventura.
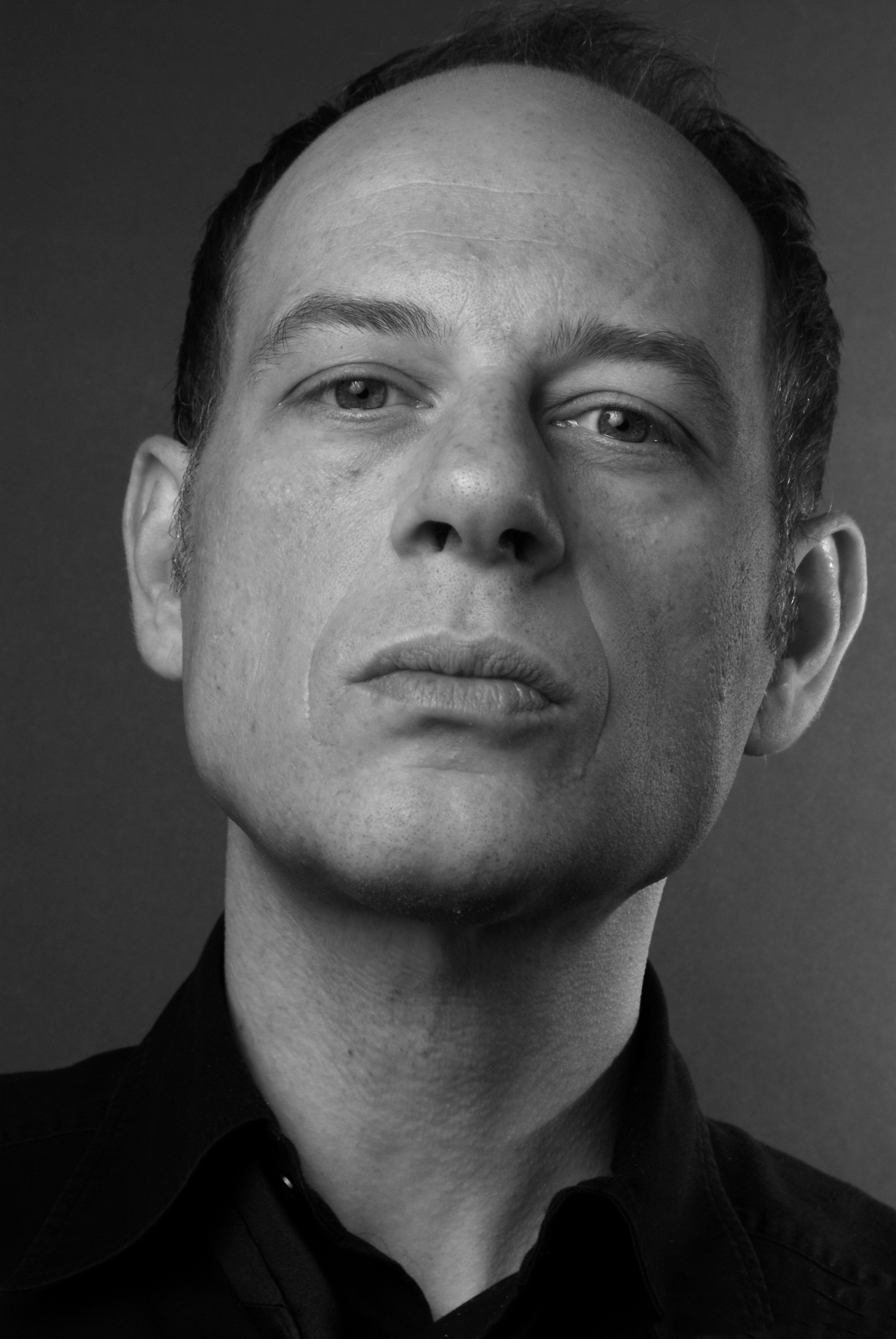
Alain Bouzigues.
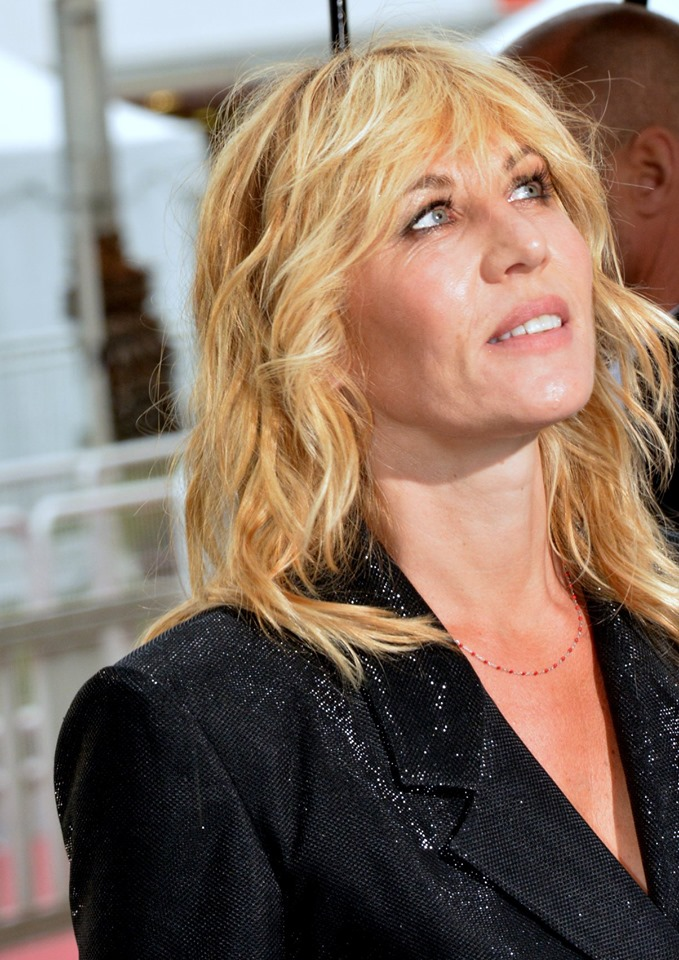
Mathilde Seigner.
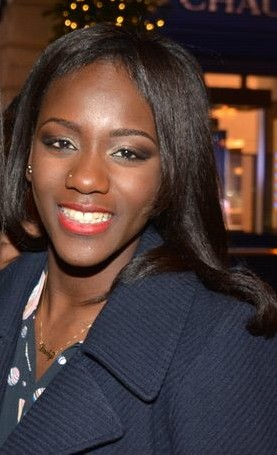
Assa Sylla.
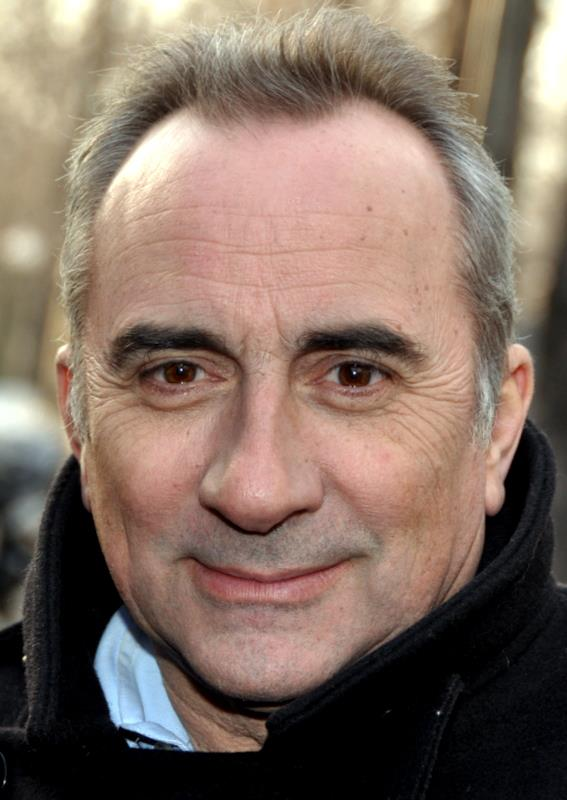
Antoine Duléry.
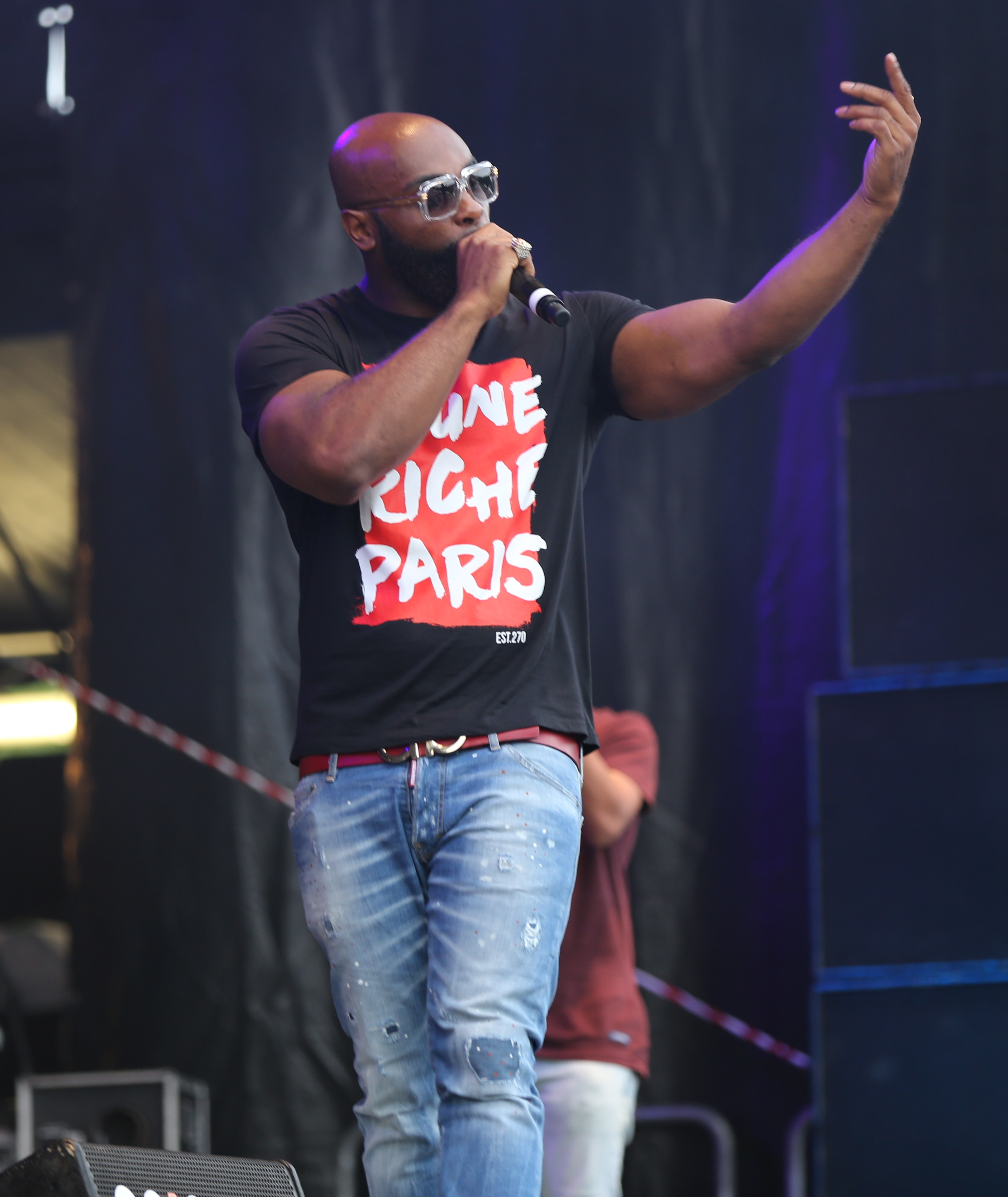
Kaaris.

## Production

### Genèse et développement
La série, écrite par Nicolas Clément et Clothilde Jamin, n'est pas tirée d'une histoire vraie mais est une adaptation de la série britannique Criminal Justice en 2 fois 5 épisodes créée par Peter Moffat et diffusée en 2008-2009 sur BBC One et dont la chaîne de télévision payante américaine HBO a fait en 2016 un remake intitulé The Night Of dans lequel on retrouvait John Turturro et Riz Ahmed,,.
Gwendoline Hamon, qui interprète la maman de la jeune fille assassinée, raconte : « Pour la scène de l'enterrement, je voulais tellement être juste et crédible que j'ai imaginé mon fils, Gabriel, dans le cercueil. J'ai alors été prise d'une grosse crise de larmes. Dès le début, cette femme est totalement broyée. Qu'y a-t-il de pire que de perdre un enfant ? Au moment du meurtre, elle était en conflit avec sa fille. Du coup, cette mère, qui a survécu à un cancer, est rongée par la culpabilité de n'avoir su être plus proche de son enfant ». 
Mathilde Seigner dit de son personnage d'avocate fantasque et désabusée : « Ce qui est très beau dans ce personnage, c'est son évolution. Au début, Isabelle est une avocate peu considérée, notamment par Jeff, le flic chargé de l'enquête, interprété par Jean-Pierre Darroussin. Elle s'occupe de la pègre, de la petite délinquance. Critiquée et certainement critiquable, elle ne paraît pas très crédible aux yeux de ses pairs. Lorsque Sami la choisit pour le représenter, la donne change. La suite des événements et sa ténacité vont prouver son talent et largement redorer son blason ». Elle précise : « J'avais déjà beaucoup aimé la version américaine, The Night Of, avec John Turturro. Je trouve que c'est une bonne idée d'avoir fait, dans la version française, que l'avocat soit une femme. La vision n'est plus du tout la même. C'est une avocate qui, au début de la série, ne force pas le respect : elle défend la pègre. Mais elle va ensuite se révéler »,.
Si TF1 décide de donner une suite à la série, il y a de fortes chances que ce soit sans Mathilde Seigner car l'actrice a annoncé à l'hebdomadaire Télé Loisirs son intention de faire une pause d'au moins deux ans : « J'ai envie de m'occuper de la maison dans le Sud que je viens d'acheter ».

### Tournage
Le tournage de la série se déroule du 29 septembre au 17 décembre 2020 dans les Bouches-du-Rhône :à Marseille, Carry-le-Rouet et Martigues,,, .
Il recrute de nombreux figurants locaux, entre autres à Carry-le-Rouet et à Martigues.

### Fiche technique
- Titre français : Une si longue nuit
- Genre : Drame, Policier
- Production : Stéphane Marsil et Clothilde Jamin
- Sociétés de production : Beaubourg Stories, BBC Studios France, Beaubourg Audiovisuel, TF1, Be-Films et la RTBF (télévision belge)[3]
- Réalisation : Jérémy Minui[2],[3],[5],[7],[4],[8]
- Scénario : Nicolas Clément et Clothilde Jamin[2],[3],[5],[8]
- Musique : Bonjour Meow[17]
- Décors : Hérald Najar
- Costumes : Béatrice Lang
- Photographie : Jean-Philippe Gosselin
- Son : Benoît Iwanesko
- Montage : Bertrand Maillard
- Maquillage : Françoise Chapuis
- Pays de production :  France /  Belgique
- Langue originale : français[2]
- Format : couleur[2]
- Nombre de saisons : 1
- Nombre d'épisodes[2],[5],[7] : 6
- Durée : 52 minutes[2],[5],[7]
- Dates de première diffusion :
  - Belgique : 2 janvier 2022 sur la Une[18]
  - Suisse : 18 janvier 2022 sur RTS 1
  - France : 20 janvier 2022 sur TF1[19]

## Accueil critique
Télé 7 Jours estime qu'« avec son personnage principal haut en couleur, des jeunes comédiens brillants et un univers carcéral retranscrit à la perfection, Une si longue nuit fait mouche ».
Pour Télé Z, « Mathilde Seigner est plutôt convaincante dans la peau de l'avocate à la ténacité sans failles. De même que Jean-Pierre Darroussin dans celle du flic acharné. Une bonne série ».
Le Parisien note : « Bien menée, la série ausculte le système judiciaire implacable comme les répercussions sur la famille en plein cauchemar. Elle révèle surtout Sayyid El Alami, jeune comédien plein de nuances qui mérite l'attention ».

## Audiences et diffusion

### En Belgique
En Belgique, la série est diffusée les dimanches vers 20 h 15 sur La Une par salve de deux épisodes du 2 au 16 janvier 2022.
| Épisode | Diffusion                | Diffusion         | Audience moyenne          | Audience moyenne                       | Réf.   |
| Épisode | Jour                     | Horaire           | Nombre de téléspectateurs | Part de marché (sur les 4 ans et plus) | Réf.   |
| ------- | ------------------------ | ----------------- | ------------------------- | -------------------------------------- | ------ |
| 1       | Dimanche 2 janvier 2022  | 20 h 15 - 21 h 15 | 228 613                   |                                        | [ 18 ] |
| 2       | Dimanche 2 janvier 2022  | 21 h 15 - 22 h 15 | 228 613                   |                                        | [ 18 ] |
| 3       | Dimanche 9 janvier 2022  | 20 h 20 - 21 h 20 | 238 394                   |                                        | [ 18 ] |
| 4       | Dimanche 9 janvier 2022  | 21 h 20 - 22 h 20 | 238 394                   |                                        | [ 18 ] |
| 5       | Dimanche 16 janvier 2022 | 20 h 20 - 21 h 20 | 252 479                   |                                        | [ 18 ] |
| 6       | Dimanche 16 janvier 2022 | 21 h 20 - 22 h 20 | 252 479                   |                                        | [ 18 ] |
|         |                          |                   |                           |                                        |        |
| Moyenne | Moyenne                  | Moyenne           | 239 828                   |                                        |        |

- Les plus hauts chiffres d'audience
- Les plus bas chiffres d'audience

### En Suisse
En Suisse, la série est diffusée les mardis vers à 21h sur RTS Un par salve de deux épisodes du 18 janvier au 1er février 2022.

### En France
En France, la série est diffusée les jeudis vers 21 h 10 sur TF1 par salve de deux épisodes du 20 janvier au 3 février 2022.
| Épisode        | Diffusion             | Diffusion         | Audience moyenne          | Audience moyenne                       | Classement des audiences | Réf.   |
| Épisode        | Jour                  | Horaire           | Nombre de téléspectateurs | Part de marché (sur les 4 ans et plus) | Classement des audiences | Réf.   |
| -------------- | --------------------- | ----------------- | ------------------------- | -------------------------------------- | ------------------------ | ------ |
| 1              | Jeudi 20 janvier 2022 | 21 h 05 - 22 h 00 | 3 536 000                 | 16,8 %                                 | 1er                      | [ 21 ] |
| 2              | Jeudi 20 janvier 2022 | 22 h 00 - 22 h 55 | 2 960 000                 | 17,7 %                                 | 1er                      | [ 21 ] |
| 3              | Jeudi 27 janvier 2022 | 21 h 05 - 22 h 00 | 3 896 000                 | 18 %                                   | 1er                      | [ 22 ] |
| 4              | Jeudi 27 janvier 2022 | 22 h 00 - 22 h 55 | 3 406 000                 | 20,3 %                                 | 1er                      | [ 22 ] |
| 5              | Jeudi 3 février 2022  | 21 h 05 - 22 h 00 | 4 089 000                 | 20 %                                   | 1er                      | [ 19 ] |
| 6              | Jeudi 3 février 2022  | 22 h 00 - 22 h 55 | 3 933 000                 | 24,5 %                                 | 1er                      | [ 19 ] |
|                |                       |                   |                           |                                        |                          |        |
| Moyenne finale | Moyenne finale        | Moyenne finale    | 3 637 000                 | 19,6 %                                 | -                        | [ 23 ] |

- Les plus hauts chiffres d'audience
- Les plus bas chiffres d'audience